# مریتور
مِریتور (انگلیسی: Meritor) شرکت قطعات خودروی آمریکایی است، که در سال ۱۹۹۷ در نتیجه جداشدن بخش خودرو شرکت راکوِل تأسیس شد. این شرکت در زمینه طراحی و تولید گیربکس، اکسل، سامانه‌های ترمز، سامانه‌های تعلیق و قطعات آنان برای تجهیزات سنگین، خودروهای ریلی، کامیون‌ها، اتوبوس‌ها، خودروهای نظامی و آتش‌نشانی فعالیت می‌کند که در فهرست فرچون ۵۰۰ نیز قرار دارد.